# Moumi Ngamaleu
Moumi Ngamaleu (Yaundé, 9 de julio de 1994) es un futbolista camerunés que juega en la demarcación de centrocampista para el F. C. Dinamo Moscú de la Liga Premier de Rusia.

## Trayectoria
Moumi Ngamaleu comenzó su carrera en su ciudad natal con el Musango Yaoundé. En 2011 se trasladó al Canon Yaoundé de primera división. Después de una temporada con el Canon, se trasladó al Cotonsport Garoua para la temporada 2013. Con este equipo ganó el campeonato de la Première Division tres veces seguidas. En agosto de 2016 se trasladó al club de la Bundesliga austriaca S. C. Rheindorf Altach, donde firmó un contrato válido hasta junio de 2019. En agosto de 2017 se marchó a Suiza para unirse al B. S. C. Young Boys para las siguientes cuatro temporadas.

## Selección nacional
Hizo su debut con la selección de fútbol de Camerún el 23 de diciembre de 2015 en un partido amistoso contra Níger que finalizó con un resultado de 0-1 a favor del combinado camerunés tras un gol de Armel Ngondji. También disputó el Campeonato Africano de Naciones de 2016 y dos partidos de la Copa FIFA Confederaciones 2017.

## Clubes
| Club                   | País    | Año       | Partidos | Goles |
| ---------------------- | ------- | --------- | -------- | ----- |
| Canon Yaoundé          | Camerún | 2011-2013 |          |       |
| Coton Sport de Garoua  | Camerún | 2013-2016 | 67       | 33    |
| S. C. Rheindorf Altach | Austria | 2016-2017 | 38       | 10    |
| B. S. C. Young Boys    | Suiza   | 2017-2022 | 224      | 40    |
| F. C. Dinamo Moscú     | Rusia   | 2022-     | 88       | 15    |

## Palmarés

### Campeonatos nacionales
| Título                      | Club                  | País    | Año  |
| --------------------------- | --------------------- | ------- | ---- |
| Primera División de Camerún | Coton Sport de Garoua | Camerún | 2013 |
| Primera División de Camerún | Coton Sport de Garoua | Camerún | 2014 |
| Primera División de Camerún | Coton Sport de Garoua | Camerún | 2015 |
| Superliga de Suiza          | B. S. C. Young Boys   | Suiza   | 2018 |
| Superliga de Suiza          | B. S. C. Young Boys   | Suiza   | 2019 |
| Superliga de Suiza          | B. S. C. Young Boys   | Suiza   | 2020 |
| Copa de Suiza               | B. S. C. Young Boys   | Suiza   | 2020 |
| Superliga de Suiza          | B. S. C. Young Boys   | Suiza   | 2021 |